# زپلین

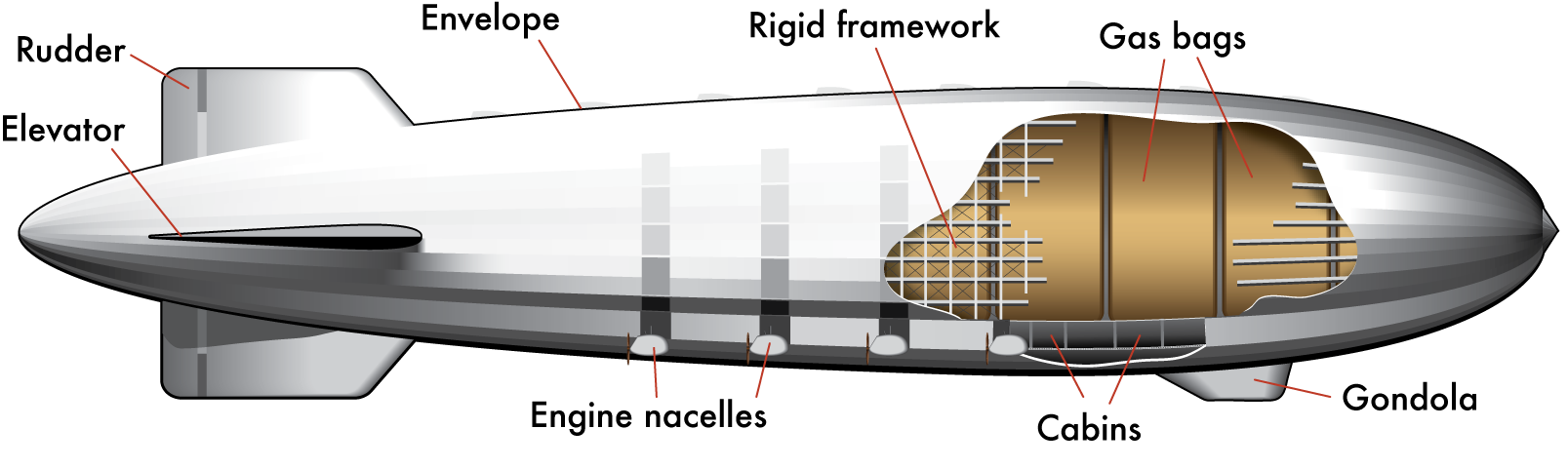
قسمت‌های مختلف یک سپلین

زپلین یا کشتی هوایی (به آلمانی: Zeppelin) نوعی کشتی هوایی است که با گاز هلیوم یا برای ارزان تر شدن از هیدروژن پر شده و به پرواز درمی‌آید. سپلین‌ها در سه دههٔ اول قرن بیستم کاربردهای تجاری - نظامی زیادی داشتند. اما پس از چند اتفاق ناگوار و آتش‌سوزی چند مدل مشهور این وسیله، از جمله هیندنبورگ در سال ۱۹۳۷ دیگر سپلین به عنوان وسیله مسافرتی به کار گرفته نشد. و تنها برای عکس‌برداری یا امور تبلیغاتی مورد استفاده قرار می‌گیرد. سازندهٔ این وسیله شخصی به نام فردیناند فون سپلین بود که شرکت لوفت‌شیفباو سپلین را که بزرگترین تولیدکننده‌ی کشتی‌های هوایی بود بنیان گذارد.

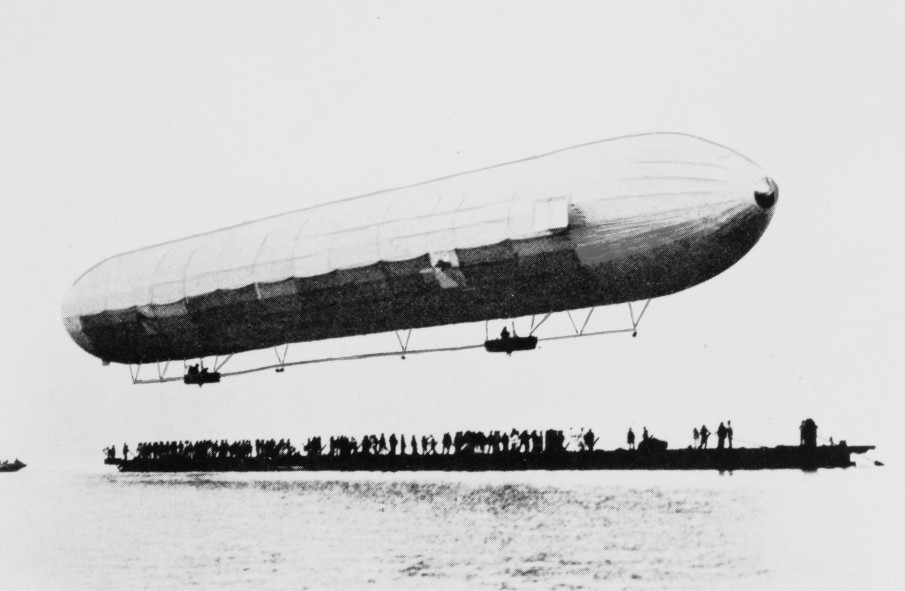
نخستین سپلین، سال ۱۹۰۰

بین اکتبر ۱۹۲۹ یعنی هنگامی که فن سپلین نخستین سرویس فرا اقیانوس اطلس را افتتاح کرد و ۶ می ۱۹۳۷ که هیندنبورگ آتش گرفت، کشتی‌های هوایی اصلی‌ترین شیوه مسافرت هوایی با مسافت زیاد بودند.